# Ласько, Елена Николаевна
Елена Николаевна Ласько англ. Elena Lasсo; род. 31 декабря 1963, Одесса — российский джазовый музыкант, пианистка, концертирующая пианистка, импровизатор, песенный и джазовый композитор.

## Биография
Отец — уроженец Одессы, Николай Александрович Ласько, врач-нарколог, психиатр.
Мать — уроженка Одессы, Евгения Андреевна Кравченко, окончила Одесскую консерваторию по классу фортепиано, в дальнейшем работала преподавателем в детской музыкальной школе.
В 1971 году Елена поступила в Центральную музыкальную школу при Московской государственной консерватории им. П. И. Чайковского (школа-интернат) в городе Москве, в класс Э. Б. Мусаелян (где она проучилась 3 года), а затем в класс к Т. А. Бобович. В дальнейшем её семья оставляет Донецк и переезжает, как можно ближе к столице. Окончив 8-й класс, в 1979 году Елена поступает в Музыкальное училище при МГК им. П. И. Чайковского (ныне, Академический музыкальный колледж при МГК им. П. И. Чайковского) в класс В. М. Хорошиной.
В связи с давним увлечением импровизацией, а также джазом, Елена, после двух лет обучения, переводится на третий курс Музыкального училища имени Гнесиных, на эстрадно-джазовое отделение по классу фортепиано.
В дальнейшем Елена начинает работу в МОФИ (Московская Областная Филармония), где она руководит ВИА (Вокально-инструментальный ансамбль) и в 1982 году, учась на четвёртом курсе Музыкального училища имени Гнесиных, принимает решение перейти на заочное обучение в Царицынское музыкальное училище, на четвёртый курс эстрадно-джазового отделения по классу фортепиано и окончила его в 1983 году.
Затем она поступает в созданное впервые в Советском Союзе высшее учебное музыкальное заведение с эстрадно-джазовым отделением, в Российскую академию музыки имени Гнесиных. В академии учились такие артисты эстрады как: Ирина Отина, Валентина Легкоступова, Алла Перфилова (Валерия), и др.. Помимо заочной учёбы, она работает концертмейстером в классе у И. Д. Кобзона, Л. В. Лещенко и Г. М. Великановой, мотивированная тем, что могла продвигать свои песни для студентов класса.
В 18 лет Елена начала работать преподавателем в музыкальной школе города Лобни (полгода), где на то время жили её родители, (родители переехали из Донецка в Лобню (после Тулы) в 1975—1976 г.г.). В 1983 году начала работать в Московской областной филармонии (МОФИ), где была музыкальным руководителем ансамбля «Радуга».
В 1985 году на втором курсе обучения в Российской академии музыки имени Гнесиных, Елена переходит на работу в Москонцерт. В 1985—1989 г.г. Елена гастролирует по Советскому Союзу и за рубежом.
В 1987 году всемирно известный композитор Куинси Джонс в интервью советскому журналу «Новое время» сказал, что он считает Елену Ласько одним из наиболее талантливых молодых джазовых музыкантов. Посыпались предложения из США и Европы.
Одно из первых появлений песни Елены Ласько — «Первая красавица» на слова Б. И. Шифрина прозвучала в заключительном концерте посвященному первому конкурсу красоты в 1988 году «Московская красавица — 88». Затем:
- Песня «Чарльстон», прозвучала в «Голубом огоньке» 8 марта на центральном телевидении.
- Неоднократно песни Елены Ласько звучали на конкурсе в Юрмале, в исполнении различных артистов: «Танец Маленьких Лебедей» на слова М. Алигер, «Бронзовый Манекен» на слова С. Савина в исполнении И. Янек, «Сиамская Кошка» на слова Б. И. Шифрина в исполнении Т. Мартинковской.
- Песня «Джазистам 40-х» на слова Б. Акуджавы в исполнении А. Галкина, заняла первое место на конкурсе в Сочи, 1988 г..

В 1988 году выходит программа Елены Ласько «Ваш выход, Артист» на первом канале центрального телевидения (где звучит одна из её песен в исполнении  Татьяны Марцинковской, под аккомпанемент автора), которая транслируется на аудиторию всего Советского Союза и приносит ей огромный успех и славу.
В этом же году она выезжает с гастролями в Финляндию, а затем в Скандинавские страны (Дания, Швеция, Норвегия). В 1990 году она остаётся жить в Осло по предложенному контракту.
Елена была приглашена в качестве почетной гостьи ежегодного кинофестиваля в городе Хёугесунн, Норвегия (The Norwegian International Film Festival). Выступала на концертах с выдающимся Норвежским скрипачом Арве Теллефсен, участвовала в телевизионной программе ТЕЛЕФИРА (ТЕЛЕ4), играла в королевском дворце, для королевской семьи, а также в других концертных залах страны.
В 1999 году Елена приезжает на гастроли в Альфас-дель-Пи, где решает остаться на год, озаботившись здоровьем своего сына, страдающего астмой.
С 2000 по 2003 г.г. она живёт в Альтеа, где выступает в концертном зале Palau Altea Centre со своей новой программой «От Барокко До Джаз Рока».
В 2004 году Елена переезжает в Мадрид, где выступает в различных джазовых клубах, в том числе и в «Café Central». В 2005 году она принимает решение переехать в Париж, куда она часто выезжала на гастроли живя в Мадриде, в котором на то время у неё было немало друзей из России. Оказавшись на гастролях в Барселоне, в 2009 году она принимает окончательное решение поселиться в столице Каталонии.

## Отзывы
«Елена Ласько — музыкант большого формата с широким спектром талантов. Она отличается удивительной выразительностью исполнения и музицирует с одинаковой лёгкостью в самых разных жанрах.»
Вольфганг Плагте, композитор
«Елена — наш бриллиант среди пианистов и артистов. Та радость, с которой она играет, и исполняемый репертуар исключительны. Независимо от того, перед какой публикой она выступает, все оказываются в плену её маленьких рук. Мы знаем это после многолетней совместной работы.»
Ойвинд Сульберг, импрессарио
«Пианистка Елена Ласько обладает многими замечательными качествами как солистка, а также как прекрасный партнёр камерного музицирования. Чрезвычайно музыкальная, удивительная свобода интерпретации, законченная техника — всё это позволяет считать музыканта Елену Ласько одной из лучших норвежских пианисток.»
Исаак Шульдман, профессор
Елену часто упоминают в статьях журнала La Actualidad Española, где к ней проявляли сильный интерес как к музыканту, уехавшей из Норвегии.

## Концерты и выступления
- «С днём пианистов, а также и композиторов!» Программа «Шире круг» Новогодний выпуск 1988 год.
- Сольный концерт в джаз клубе Барселоны, на его юбилейном концерте к 50-летию клуба «Jamboree», 2009 год.
- ELENA LASCO (Елена Ласько) и белый рояль. («На ковер», на канале «Винтаж ТВ») в период с 2015 −2018 год, Киев, Украина.
- Выступление в театре Льорет-де-Мар, классический сольный концерт, 2021 год.
- Также ведет свой канал на YouTube.

## Дискография
Диски:
- ELENA LASCO — Imaginary friend, Recorded in Hilltop Studio, Nashville, July 1999
- ELENA LASCO — Comin Home Baby, 1999
- ELENA LASCO — The Greatest Classical Favourites, 2003
- LASCO- ROMANI JAZZ DUO, Just Jazzin, Elena Lasco piano, Oriol Romani clarnet, 2018

- См.: «Рояль» (на сл. В. Сосюры) в передаче «Ваш выход, артист!», 1980 — Elena Lasco plays jazz on 1980s Soviet television на YouTube
- lahoradelblues.com
- tasantcugat.cat - lasco-romani-jazz-duo
- cugat.cat
- quedeque.barcelona
- ien.es - lasco-romani-jazz-duo
- teatredelacostabravasud.cat
- meam.es
- novaradiolloret.org
- nota79.cat
- camparimilano.com
- teatredelloret.cat